# Melanie Hansen
Melanie Hansen (Schleswig, 2 de noviembre de 1986) es una deportista alemana que compitió en remo. Ganó una medalla de bronce en el Campeonato Mundial de Remo de 2016, en la prueba de cuatro sin timonel.

## Palmarés internacional
| Campeonato Mundial | Campeonato Mundial      | Campeonato Mundial | Campeonato Mundial |
| Año                | Lugar                   | Medalla            | Prueba             |
| ------------------ | ----------------------- | ------------------ | ------------------ |
| 2016               | Róterdam (Países Bajos) | Medalla de bronce  | Cuatro sin timonel |